# Volley Tricolore Reggio Emilia 2024-2025
Questa voce raccoglie le informazioni riguardanti il Volley Tricolore Reggio Emilia nelle competizioni ufficiali della stagione 2024-2025.

## Stagione
Nella stagione 2024-25 il Volley Tricolore Reggio Emilia assume la denominazione sponsorizzata di Conad Reggio Emilia.
Partecipa per la dodicesima volta, l'undicesima consecutiva, al campionato di Serie A2: terminando la stagione al 13º posto in classifica viene retrocesso in Serie A3.

## Organigramma societario
Area direttiva
- Presidente: Giulio Bertaccini
- Vicepresidente Società: Azzio Santini
- Direttore Generale: Loris Migliari
- Direttore Sportivo: Azzio Santini
- Segreteria Generale: Patrizia Battini
- Team Manager: Pierino Taddei
- Court Manager: Maurizio Bertolini

Area tecnica
- Allenatore: Fabio Fanuli
- Allenatore in seconda: Tommaso Zagni
- 3º Allenatore: Mattia Incerti
- Scout Man: Alessandro Mori
- Responsabile Settore Giovanile: Maurizio Bertolini

Area comunicazione
- Relazioni Esterne: Loris Migliari
- Addetto Stampa: Nicol Sacchetti
- Social Media Manager: Iris Lala

Area marketing
- Responsabile Marketing e Relazioni Esterne: Loris Migliari

Area sanitaria
- Preparatore Atletico: Gabriele Mercati
- Medico Sociale: Marco Poli
- Fisioterapista: Stefano Collarini, Alejandro Roldan

## Rosa
| N° | Nome                | Ruolo | Data di nascita   | Nazionalità sportiva |
| -- | ------------------- | ----- | ----------------- | -------------------- |
| 1  | Alessandro Zecca    | L     | 11 dicembre 2004  | Italia               |
| 2  | Davide Signorini    | S     | 2 novembre 2005   | Italia               |
| 3  | Mattia Gottardo     | S     | 26 febbraio 2001  | Italia               |
| 4  | Simone Porro        | P     | 21 settembre 2007 | Italia               |
| 5  | Pier Paolo Partenio | P     | 6 febbraio 1993   | Italia               |
| 6  | Francesco Guerrini  | S     | 4 ottobre 2003    | Italia               |
| 7  | Danny Poda          | O     | 8 luglio 1999     | Francia              |
| 7  | Pawel Stabrawa      | O     | 23 ottobre 1996   | Polonia              |
| 8  | Carlo De Angelis    | L     | 10 gennaio 1996   | Italia               |
| 9  | Rocco Barone        | C     | 14 dicembre 1987  | Italia               |
| 10 | Paolo Bonola        | C     | 25 giugno 1992    | Italia               |
| 13 | Andrea Gasparini    | O     | 13 settembre 1996 | Italia               |
| 14 | Riccardo Alberghini | C     | 21 settembre 2004 | Italia               |
| 17 | Antonino Suraci     | S     | 5 novembre 1996   | Italia               |
| 18 | Nicholas Sighinolfi | C     | 11 agosto 1994    | Italia               |

## Mercato
| Acquisti                               | Acquisti            | Acquisti      | Acquisti   |
| R.                                     | Nome                | da            | Modalità   |
| -------------------------------------- | ------------------- | ------------- | ---------- |
| C                                      | Riccardo Alberghini | Energy Parma  | definitivo |
| C                                      | Rocco Barone        | Porto Viro    | definitivo |
| L                                      | Carlo De Angelis    | Prata         | definitivo |
| S                                      | Mattia Gottardo     | Cuneo         | definitivo |
| P                                      | Pier Paolo Partenio | Virtus Fano   | definitivo |
| P                                      | Simone Porro        | Treviso       | definitivo |
| C                                      | Nicholas Sighinolfi | Modena        | definitivo |
| S                                      | Davide Signorini    | Anderlini     | definitivo |
| O                                      | Pawel Stabrawa      | Franco Tigano | definitivo |
| L                                      | Alessandro Zecca    | Energy Parma  | definitivo |
| Trasferimenti nel corso della stagione |                     |               |            |
| O                                      | Danny Poda          | Martigues     | definitivo |

| Cessioni                               | Cessioni         | Cessioni             | Cessioni   |
| R.                                     | Nome             | a                    | Modalità   |
| -------------------------------------- | ---------------- | -------------------- | ---------- |
| C                                      | Lorenzo Caciagli | Grottaglie           | definitivo |
| P                                      | Mattia Catellani | Gabbiano Mantova     | definitivo |
| S                                      | Matteo Maiocchi  | San Giustino         | definitivo |
| S                                      | Romolo Mariano   | New Gioia            | definitivo |
| S                                      | Christoph Marks  | Virtus Fano          | definitivo |
| L                                      | Filippo Pochini  | San Giustino         | definitivo |
| S                                      | Alessandro Preti | ?                    | ?          |
| C                                      | Nicola Sesto     | ?                    | ?          |
| P                                      | Lorenzo Sperotto | Franco Tigano        | definitivo |
| L                                      | Ernesto Torchia  | Next Atlas           | definitivo |
| C                                      | Nicolò Volpe     | Saturnia Acicastello | definitivo |
| Trasferimenti nel corso della stagione |                  |                      |            |
| O                                      | Pawel Stabrawa   | Al-Khūwaylidīyah     | definitivo |

## Risultati

### Serie A2

#### Andata
| 1ª Giornata - 6 ottobre 2024 PalaPrata, Prata di Pordenone        | Prata                | 3 - 0 | Tricolore         | 25-14, 25-21, 25-19               |
| 2ª Giornata - 13 ottobre 2024 PalaBigi, Reggio Emilia             | Tricolore            | 0 - 3 | Porto Robur Costa | 12-25, 19-25, 22-25               |
| 3ª Giornata - 20 ottobre 2024 PalaSanFilippo, Brescia             | Atlantide Brescia    | 3 - 1 | Tricolore         | 25-21, 20-25, 28-26, 25-21        |
| 4ª Giornata - 27 ottobre 2024 PalaBigi, Reggio Emilia             | Tricolore            | 3 - 2 | Virtus Aversa     | 25-22, 33-35, 25-20, 16-25, 18-16 |
| 5ª Giornata - 31 ottobre 2024 PalaCastagnaretta, Cuneo            | Cuneo                | 2 - 3 | Tricolore         | 25-20, 21-25, 22-25, 32-30, 10-15 |
| 6ª Giornata - 3 novembre 2024 PalaBigi, Reggio Emilia             | Tricolore            | 3 - 0 | Macerata          | 26-24, 25-23, 25-21               |
| 7ª Giornata - 10 novembre 2024 PalaBigi, Reggio Emilia            | Tricolore            | 1 - 3 | Virtus Fano       | 17-25, 25-21, 21-25, 27-29        |
| 8ª Giornata - 16 novembre 2024 PalaCatania, Catania               | Saturnia Acicastello | 3 - 0 | Tricolore         | 25-17, 25-20, 25-20               |
| 9ª Giornata - 22 novembre 2024 PalaBigi, Reggio Emilia            | Tricolore            | 3 - 0 | Libertas Brianza  | 25-23, 25-22, 26-24               |
| 10ª Giornata - 1º dicembre 2024 Pala Santa Maria, Pineto          | Pineto               | 3 - 1 | Tricolore         | 23-25, 25-15, 25-20, 25-23        |
| 11ª Giornata - 8 dicembre 2024 Palazzetto dello Sport, Porto Viro | Porto Viro           | 2 - 3 | Tricolore         | 23-25, 25-18, 18-25, 25-23, 9-15  |
| 12ª Giornata - 15 dicembre 2024 PalaBigi, Reggio Emilia           | Tricolore            | 1 - 3 | Franco Tigano     | 25-23, 20-25, 22-25, 21-25        |
| 13ª Giornata - 21 dicembre 2024 PalaMensSana, Siena               | Emma Villas          | 3 - 1 | Tricolore         | 25-16, 25-19, 22-25, 25-18        |

#### Ritorno
| 14ª Giornata - 26 dicembre 2024 PalaBigi, Reggio Emilia                | Tricolore         | 1 - 3 | Prata                | 23-25, 25-18, 30-32, 22-25        |
| 15ª Giornata - 29 dicembre 2024 PalaDeAndré, Ravenna                   | Porto Robur Costa | 3 - 0 | Tricolore            | 25-22, 25-10, 25-22               |
| 16ª Giornata - 4 gennaio 2025 PalaBigi, Reggio Emilia                  | Tricolore         | 0 - 3 | Atlantide Brescia    | 22-25, 23-25, 19-25               |
| 17ª Giornata - 12 gennaio 2025 PalaJacazzi, Aversa                     | Virtus Aversa     | 3 - 2 | Tricolore            | 25-21, 16-25, 25-19, 20-25, 15-11 |
| 18ª Giornata - 19 gennaio 2025 PalaBigi, Reggio Emilia                 | Tricolore         | 2 - 3 | Cuneo                | 25-23, 23-25, 23-25, 25-21, 11-15 |
| 19ª Giornata - 26 gennaio 2025 PalaFontescodella, Macerata             | Macerata          | 2 - 3 | Tricolore            | 17-25, 25-21, 23-25, 25-23, 13-15 |
| 20ª Giornata - 2 febbraio 2025 PalaAllende, Fano                       | Virtus Fano       | 3 - 2 | Tricolore            | 25-16, 21-25, 22-25, 25-23, 18-16 |
| 21ª Giornata - 9 febbraio 2025 PalaBigi, Reggio Emilia                 | Tricolore         | 3 - 2 | Saturnia Acicastello | 18-25, 23-25, 25-23, 25-18, 20-18 |
| 22ª Giornata - 16 febbraio 2025 Pala Francescucci, Casnate con Bernate | Libertas Brianza  | 3 - 0 | Tricolore            | 25-20, 25-22, 26-24               |
| 23ª Giornata - 23 febbraio 2025 PalaBigi, Reggio Emilia                | Tricolore         | 3 - 1 | Pineto               | 28-30, 25-18, 25-16, 25-18        |
| 24ª Giornata - 2 marzo 2025 PalaBigi, Reggio Emilia                    | Tricolore         | 1 - 3 | Porto Viro           | 29-27, 16-25, 30-32, 23-25        |
| 25ª Giornata - 9 marzo 2025 PalaSurace, Palmi                          | Franco Tigano     | 0 - 3 | Tricolore            | 20-25, 16-25, 20-25               |
| 26ª Giornata - 16 marzo 2025 PalaBigi, Reggio Emilia                   | Tricolore         | 1 - 3 | Emma Villas          | 27-29, 25-22, 20-25, 23-25        |

## Statistiche

### Statistiche di squadra
| Competizione | Punti | In casa | In casa | In casa | In trasferta | In trasferta | In trasferta | Totale | Totale | Totale |
| Competizione | Punti | G       | V       | P       | G            | V            | P            | G      | V      | P      |
| ------------ | ----- | ------- | ------- | ------- | ------------ | ------------ | ------------ | ------ | ------ | ------ |
| Serie A2     | 25    | 13      | 5       | 8       | 13           | 4            | 9            | 26     | 9      | 17     |
| Totale       | -     | 13      | 5       | 8       | 13           | 4            | 9            | 26     | 9      | 17     |

G = partite giocate; V = partite vinte; P = partite perse 

### Statistiche dei giocatori
| Giocatore     | Serie A2 | Serie A2 | Serie A2 | Serie A2 | Serie A2 | Totale | Totale | Totale | Totale | Totale |
| Giocatore     | P        | PT       | AV       | MV       | BV       | P      | PT     | AV     | MV     | BV     |
| ------------- | -------- | -------- | -------- | -------- | -------- | ------ | ------ | ------ | ------ | ------ |
| R. Alberghini | 2        | 2        | 2        | 0        | 0        | 2      | 2      | 2      | 0      | 0      |
| R. Barone     | 23       | 131      | 70       | 51       | 10       | 23     | 131    | 70     | 51     | 10     |
| P. Bonola     | 14       | 57       | 35       | 22       | 0        | 14     | 57     | 35     | 22     | 0      |
| C. De Angelis | 26       | 0        | 0        | 0        | 0        | 26     | 0      | 0      | 0      | 0      |
| A. Gasparini  | 25       | 341      | 301      | 30       | 10       | 25     | 341    | 301    | 30     | 10     |
| M. Gottardo   | 26       | 223      | 190      | 24       | 9        | 26     | 223    | 190    | 24     | 9      |
| F. Guerrini   | 22       | 142      | 112      | 17       | 13       | 22     | 142    | 112    | 17     | 13     |
| P. Partenio   | 17       | 11       | 4        | 3        | 4        | 17     | 11     | 4      | 3      | 4      |
| D. Poda       | 1        | 0        | 0        | 0        | 0        | 1      | 0      | 0      | 0      | 0      |
| S. Porro      | 26       | 38       | 8        | 9        | 21       | 26     | 38     | 8      | 9      | 21     |
| N. Sighinolfi | 24       | 213      | 165      | 43       | 5        | 24     | 213    | 165    | 43     | 5      |
| D. Signorini  | 6        | 1        | 1        | 0        | 0        | 6      | 1      | 1      | 0      | 0      |
| P. Stabrawa   | 17       | 115      | 97       | 15       | 3        | 17     | 115    | 97     | 15     | 3      |
| A. Suraci     | 24       | 277      | 219      | 19       | 39       | 24     | 277    | 219    | 19     | 39     |
| A. Zecca      | 7        | 1        | 0        | 0        | 0        | 7      | 1      | 0      | 0      | 0      |

P = presenze; PT = punti totali; AV = attacchi vincenti; MV = muri vincenti; BV = battute vincenti